# كأس السوبر الإسباني 2010
كأس السوبر الإسباني 2010 النسخة الخامسة والعشرون لنهائيات كأس السوبر الإسباني وجمعت بطل الدوري الإسباني موسم 2009-10 برشلونة وبطل كأس إسبانيا موسم 2009-10 نادي إشبيلية ، أُقيمت من مباراتي ذهاب وإياب صيف عام 2010، وحقق برشلونة اللقب بعد بمجموع المباراتيين 5-3 .

## التفاصيل

### مباراة الذهاب
| نادي إشبيلية                                             | 3–1 | برشلونة                                     |
| -------------------------------------------------------- | --- | ------------------------------------------- |
| فابيانو 62' · كانوتيه 74 ،82' · المدرب · أنطونيو الفاريز |     | إبراهيموفيتش 20' · المدرب · جوسيب غوارديولا |

### مباراة الإياب
| برشلونة                                                            | 4–0 | نادي إشبيلية           |
| ------------------------------------------------------------------ | --- | ---------------------- |
| كونكو 14'(بالخطأ) · ميسي 25 ، 44 ، 90+' · المدرب · جوسيب غوارديولا |     | المدرب أنطونيو الفاريز |